# Districte de Goalpara

Mapa

El districte de Goalpara és una divisió administrativa de l'estat d'Assam a l'Índia amb capital a Goalpara. La superfície és de 1.824 km² i la població de 822.306 habitants (2001). Administrativament està dividit en una subdivisió (Goalpara), cinc tehsils:
- Lakhipur
- Balijana
- Matia
- Dudhnai o Dudhnoi
- Rangjuli

I vuit blocks de desenvolupament que són:
- Balijana
- Dudhnoi
- Jaleswar
- Kharmuza
- Krishnai
- Lakhipur
- Matia
- Rangjuli

El districte de Goalpara fou creat originalment pels britànics el 1876. Després de la independència de l'Índia es van crear nous districtes:
- Districte de Kokrajhar (1983)
- Districte de Bongaigaon (1989 amb part de Goalpara i part de Kokrajhar)
- Districte de Dhubri (1983)

## Història
Poc es coneix de la història de Goalpara abans del segle XVI, quan els kochs sota Biswa Singh van assolir el poder a la zona; el seu fill Nar Narayan va fer la guerra als ahoms amb èxit així com contra els rages de Cachar, Jaintia, Sylhet i Tripura. Abans de la seva mort el regne es va dividir i Goalpara amb Kamrup i Darrang, va passar al seu nebot Raghu Rai, ancestre de la família de rages de Bijni; el 1603 els mongols van arribar a la vall del Brahmaputra i van començar a annexionar Assam; el fill de Raghu fou derrotat pels musulmans el 1614 i el districte fou incorporat aleshores a l'Imperi Mogol fins a Darrang; la lluita que va seguir entre mogols i ahoms va durar anys; després de la derrota decisiva de Gauhati el 1662, Mir Jumla, general d'Aurangzeb, es va haver de retirar i la frontera entre musulmans i ahoms va quedar fixada a Goalpara. En aquesta ciutat i a Rangamati, a l'altre costat del riu, es van estacionar oficials militars encarregats de les tasques defensives. Sota el govern mogol aquest va cobrar tribut als caps locals de frontera però la sobirania era força nominal. Els Duars Orientals estava governat per rages hindús però durant el conflicte entre ahoms i musulmans els bhòties van aconseguir establir sobre aquestos la seva sobirania 
El 1765 els britànics van obtenir Bengala (regió) i Goalpara va esdevenir una estació de frontera del districte de Rangpur on es feia considerable comerç. Jogighopa a l'altre costat del Brahmaputra, era el centre dels comerciants assamesos. Al Permanent Settlement de 1793 les taxes sobre la terra es van fixar a perpetuïtat en 1170 lliures. Això va provocar que els zamindaris locals adquirissin molt poder i riquesa. El nombre de zamindaris del districte el 1881 era de 19.
El territori al sud del riu Brahmaputra era contínuament assolat pels garos i centenars de persones van morir fins que la tribu fou pacificada el 1866. El 1822 Goalpara fou separada del districte de Rangpur i convertida en un comissionat amb autoritat sobre les muntanyes Garo. El 1826 els britànics van adquirir Assam, i Goalpara fou inclosa dins la nova administració d'Assam. Els Duars Orientals foren cedits als britànics després de la guerra d'aquestos amb Bhutan acabada el 1865 i van acabar inclosos al futur districte de Goalpara; el 1867 el que després fou districte de Goalpara fou inclòs dins el comissionariat de Koch Bihar o Coch Behar però el 1868 va ser posat sota autoritat del comissionat d'Assam a efectes judicials i poc després transferit totalment a la subdivisió d'Assam que va obtenir el rang de província separada el 1874. El 1876 es va erigir formalment en districte. La capital inicial a Goalpara es va traslladar poc després (1879) a Dhubri, municipalitat el 1883 que va restar capital fins al 1983 quan Dhubri va passar a ser capital d'un districte separat i el districte de Goalpara va establir la capital a aquesta ciutat.
La superfície del districte era de 10.093 km² (el 1901 eren 10259 km²) i la població:
- 1881: 446.232
- 1872: 387.341
- 1881: 446.700
- 1891: 452.773
- 1901: 462.052

Administrativament estava format per les subdivisions de Dhubri i Goalpara amb capitals a aquestes dues ciutats. Hi havia 1461 pobles. Els rius principals del districte al nord del Brahmaputra eren el Manas i el seu afluent l'Ai, el Champaimati, el Saralbhanga o Gaurang, el Gangia i el Sankosh. Al sud del Brahmaputra el Jinjiram i el Krishnai, que neix a les muntanyes Garo. La subdivisió de Goalpara amb 2.595 km² formava la part sud-est del districte; la població era el 1881 de 134.523 i el 1901 de 132.950 habitants; administrativament estava dividit en les thanes de Goalpara, Dudhnai, Lakhipur, i North Salmara, i tenia 385 pobles.